# Sibel Çam
Sibel Çam (4 de julio de 1990) es una deportista turca que compite en levantamiento de potencia adaptado. Ganó una medalla de bronce en los Juegos Paralímpicos de París 2024, en la categoría de –73 kg.

## Palmarés internacional
| Juegos Paralímpicos | Juegos Paralímpicos | Juegos Paralímpicos | Juegos Paralímpicos |
| Año                 | Lugar               | Medalla             | Categoría           |
| ------------------- | ------------------- | ------------------- | ------------------- |
| 2024                | París (Francia)     | Medalla de bronce   | –73 kg              |